# Bahnhof Eiserne Hand
Der Bahnhof Eiserne Hand liegt an der Aartalbahn auf dem Gebiet der hessischen Stadt Taunusstein. Er wurde gegen Ende des 19. Jahrhunderts am Streckenabschnitt Wiesbaden–Langenschwalbach eröffnet. Namensgebend war die Eiserne Hand, ein Pass über den Taunushauptkamm. Der Bahnhof diente hauptsächlich dem Ausflugsverkehr und wird als Haltepunkt einer Museumsbahn genutzt, wobei die heutige Streckensituation keinen Verkehr zulässt. Er ist höchstgelegener Bahnhof des Taunus und ein Kulturdenkmal des Rheingau-Taunus-Kreises.

## Geographische Lage
Die Eiserne Hand bietet von Wiesbaden aus den niedrigst gelegenen Taunusübergang. Dieser Vorteil wurde in früheren Jahrhunderten schon bei der Anlage der Aarstraße genutzt, die im Bundesfernstraßennetz als Bundesstraße 54 klassifiziert ist. Somit lag es nahe, auch die Aartalbahn über die Eiserne Hand zu führen. Der Haltepunkt liegt mitten in dem waldreichen Naherholungsgebiet des Hohen Taunus, das durch ein gut ausgebautes Netz von Wanderwegen erschlossen ist, namentlich den Rheinhöhenweg, der streckenweise identisch ist mit dem Herzogsweg, der vom Jagdschloss Platte über die Eiserne Hand weiter nach Westen führt. Nach Südwesten über den Schläferskopf führt von hier aus die heute als Wanderweg nutzbare und traditionsreiche Rheingauer Straße in Richtung Walluf durch den Wald.

## Geschichte und Zukunft

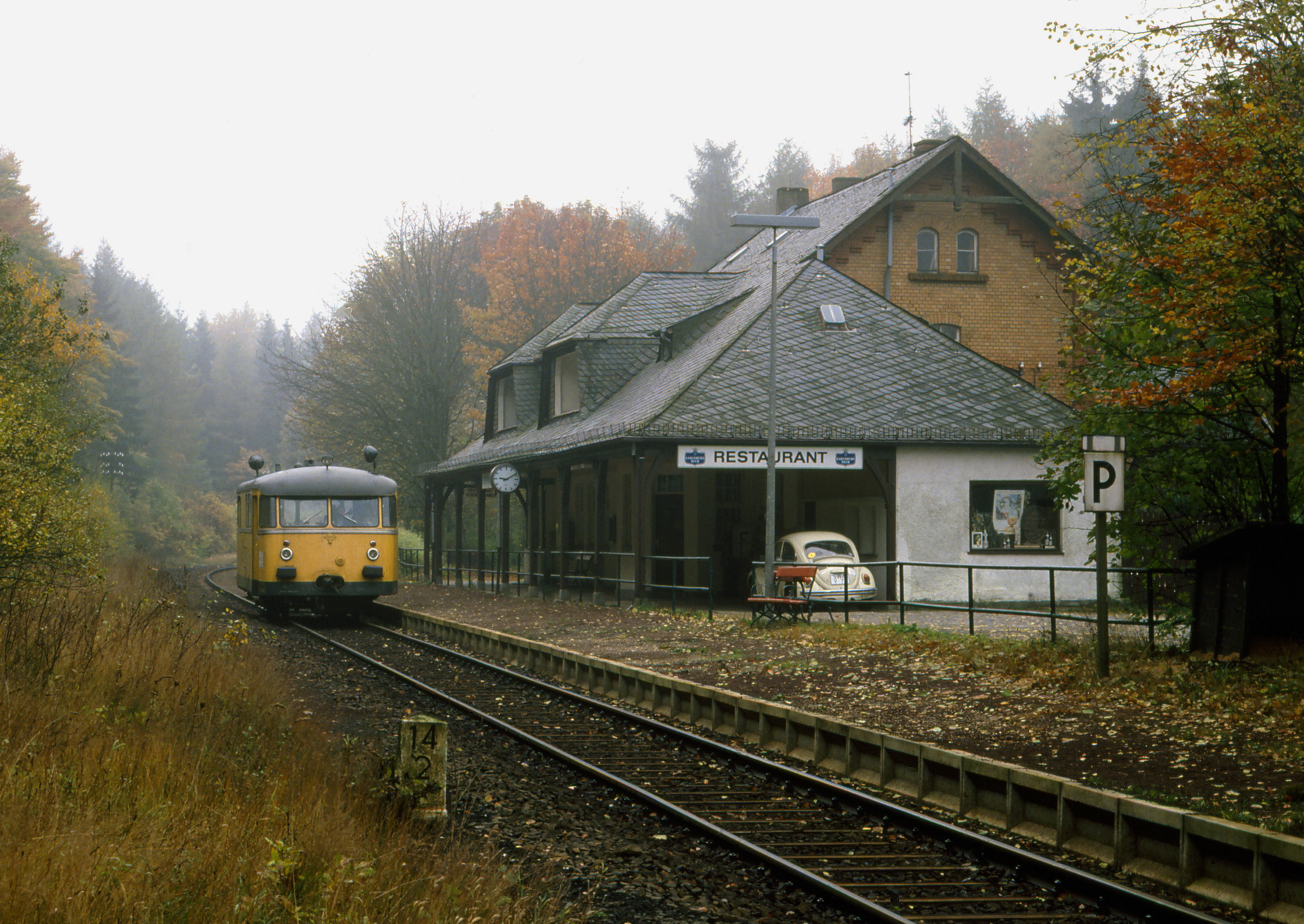
Indusi-Prüfwagen der Baureihe 724 vor dem Restaurant, 1981

Mit Inbetriebnahme der Bahnstrecke zwischen dem Wiesbadener Hauptbahnhof und Langenschwalbach am 15. Januar 1889 führte regelmäßiger Bahnverkehr über den westlichen Taunuskamm. Um das waldreiche Gebiet um den oberhalb der Kurstadt Wiesbaden gelegenen Schläferskopf für Ausflügler zu erschließen, wurde gegen Ende des 19. Jahrhunderts an der Eisernen Hand (423 m ü. NHN), dem höchsten Punkt der Strecke, ein zweigeschossiger Backsteinbau mit Satteldach als Empfangsgebäude errichtet. 1910 wurde es um eine große, zu den Gleisen hin offene Wartehalle ergänzt, die als Walmdach auf Holzstützen konstruiert wurde. Zudem erhielt es einen Anbau, der für gastronomische Dienstleistungen genutzt wurde.
Anfangs verfügte der Bahnhof über mehrere Gleise, ist jedoch inzwischen zum Haltepunkt umgebaut. Die Nachbarstationen sind Chausseehaus und Hahn-Wehen.
1983 wurde der Personenverkehr auf der Strecke eingestellt. Seit 1986 dient sie der Nassauischen Touristik-Bahn für den Betrieb einer Museumsbahn. Ein Jahr später wurden die Gebäude und technischen Anlagen der Strecke und des Bahnhofs unter Denkmalschutz gestellt.
Nachdem das Bahnhofsgebäude zuvor etwa ein Jahr ungenutzt war, wurde es in der Nacht zum 13. Oktober 2004 durch ein Feuer stark beschädigt und anschließend der ursprünglichen Bausubstanz angenähert wieder aufgebaut, wodurch es weiterhin unter Denkmalschutz steht. Die Original-Bahnhofsuhr wurde aus den Trümmern geborgen und kam wieder an ihren Platz. Seit Herbst 2007 wird das Gebäude als Gaststätte (Waldgeist zur Eisernen Hand) genutzt.
Im Rahmen des Projekts Stadtbahn Wiesbaden war zwischen 1998 und 2001 eine Wiederaufnahme des Personenverkehrs zwischen Bad Schwalbach und Wiesbaden im Gespräch. Heute existieren Planungen zur Reaktivierung der Aartalbahn als Stadt- oder Regionalbahn.